# NGC 4538
NGC 4538 este o galaxie spirală situată în constelația Fecioara. A fost descoperită în 22 martie 1865 de către Albert Marth.